# Bassiano (cognato di Costantino)
Bassiano (latino: Bassianus; ... – 316) è stato un politico romano, cognato di Costantino I, che lo mise a morte dopo averne sventato la ribellione.

## Biografia
La storia di Bassiano è narrata nella Origo Constantini Imperatoris.
Dopo l'alleanza stretta nel 313 e la sconfitta di Massimino Daia, Costantino e Licinio si erano divisi l'Impero romano, tenendo il primo l'Occidente e il secondo l'Oriente; nel 315, Bassiano sposò Anastasia, figlia di secondo letto di Costanzo Cloro e sorellastra di Costantino I, mentre suo fratello Senecione era stretto collaboratore di Licinio. Costantino inviò Flavio Costanzo da Licinio, per convincerlo a riconoscere Bassiano quale Cesare dell'Italia, in modo da fungere da cuscinetto tra i due augusti. Licinio era contrario a questo accordo, in quanto riteneva Bassiano un uomo di Costantino e, tramite Senecione, convinse Bassiano a ribellarsi a Costantino. Quando Bassiano prese le armi contro il cognato, scoprì che Costantino era stato messo al corrente del suo tradimento da alcuni ufficiali a lui fedeli: l'imperatore fece arrestare, condannare e giustiziare Bassiano.
In seguito, Costantino chiese a Licinio di consegnargli Senecione per punirlo, ma ottenne un rifiuto, che portò poi alla rottura tra i due augusti e allo scoppio della guerra.

## Interpretazioni
Secondo gli storici contemporanei, il racconto conservatosi è il frutto della manipolazione propagandistica di Costantino:
Secondo Southern, l'inevitabile catena di eventi sarebbe un indizio che sia stato Costantino stesso a organizzare la presunta ribellione, per indurre Licinio a negare la consegna di un proprio uomo e quindi dare a Costantino il casus belli per iniziare la guerra.
Secondo Barnes, in realtà la storia sarebbe differente. Costantino avrebbe proposto a Licinio di riconoscere il cognato Bassiano e il figlio di primo letto Crispo come Cesari (probabilmente d'Occidente e d'Oriente rispettivamente); il motivo di questa scelta sarebbe stata la difficoltà della seconda moglie di Costantino, Fausta, di concepire un figlio malgrado i diversi anni di matrimonio: con la nomina di Crispo e del cognato Bassiano, Costantino si sarebbe assicurato la successione al trono di due suoi familiari. Nel 315 Licinio, però, aveva già avuto un figlio (Valerio Liciniano Licinio) da Costanza, la sorella di Costantino, e sperava che gli succedesse dopo qualche anno; per tanto avrebbe rifiutato la proposta di Costantino. Fausta restò però improvvisamente incinta e il piano di porre Bassiano sul trono divenne antiquato e pericoloso, perché avrebbe dato un qualche peso all'aspirazione al trono dei figli suoi e di Anastasia. Per tanto Costantino avrebbe inventato il falso tentativo di assassinio da parte di Bassiano e avrebbe accusato Senecione (probabilmente un emissario di Costantino presso Licinio) di averlo istigato. Senecione si sarebbe rifugiato da Licinio, il quale avrebbe rifiutato di consegnarlo a Costantino e a morte certa, fornendo a Costantino il casus belli per iniziare la guerra, addirittura già dalla primavera del 316. Quando il tanto agognato figlio maschio nacque nell'estate del 316, Costantino mosse guerra al cognato.